# Kamphaugite-(Y)
La kamphaugite-(Y) è un minerale.